# Kongress Ukrainischer Nationalisten
Der Kongress Ukrainischer Nationalisten (ukrainisch Конгрес українських націоналістів/ Konhres Ukrajinskych Nazionalistiw, kurz: KUN) ist eine nationalistische und konservative politische Partei in der Ukraine. Sie war im Ukrainischen Parlament vertreten.

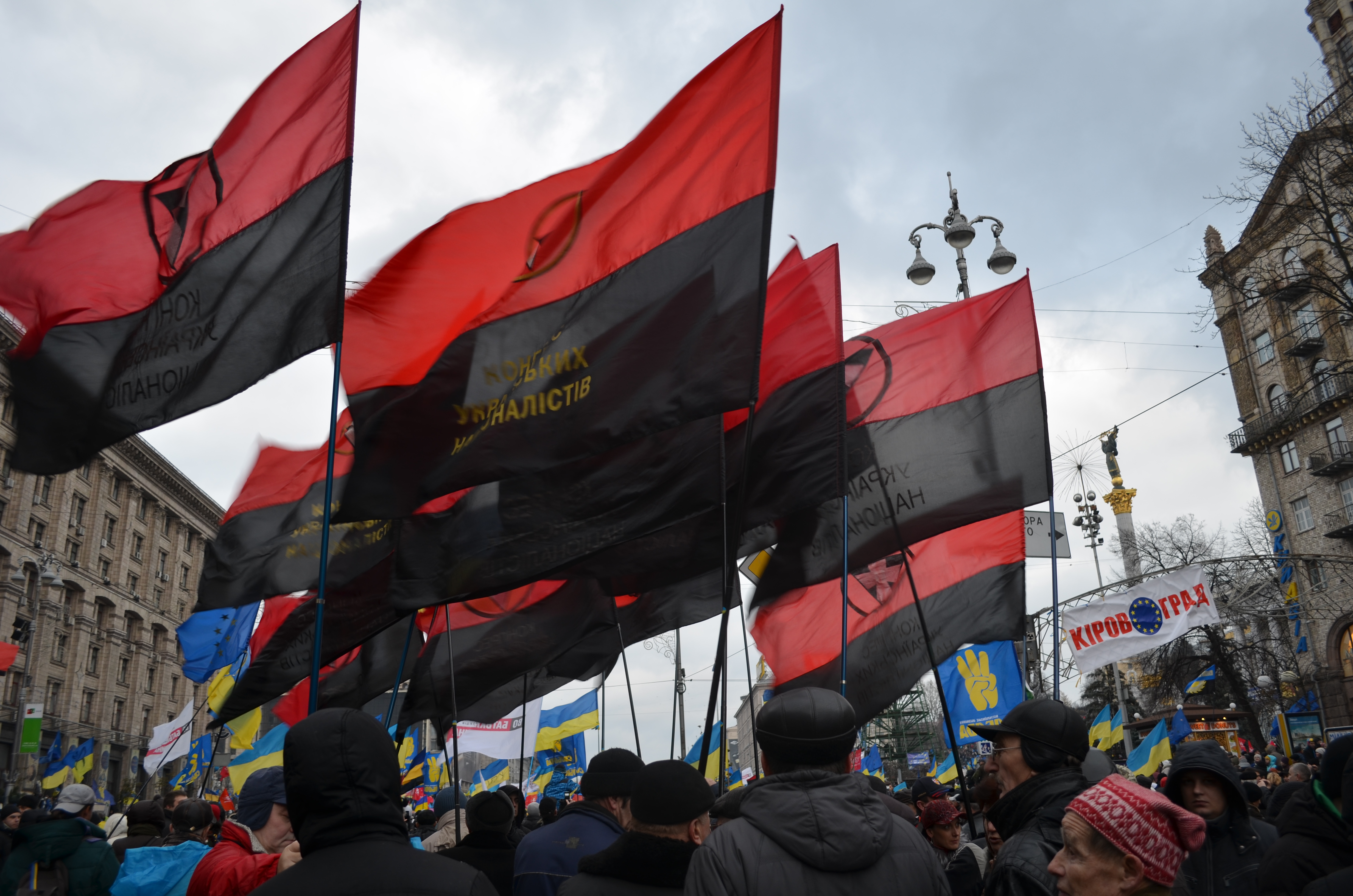
Rot-schwarze Fahnen des KUN bei Demonstrationen des Euromaidan am 1. Dezember 2013 in Kiew.

## Geschichte
Die Partei wurde als Nachfolgeorganisation der Organisation Ukrainischer Nationalisten (OUN) 1992 gegründet. Unter den Gründern war deren Vorsitzende Slawa Stezko, Witwe von Jaroslaw Stezko, die dann 1997 und 1998 als Abgeordnete der KUN gewählt wurde. 1994 zog die Partei mit fünf Abgeordneten erstmals in den Werchowna Rada ein. Ihren Schwerpunkt hat sie aufgrund der ukrainisch-nationalistischen Ausrichtung seit der Gründung in der Westukraine. 1998 scheiterte die KUN, angetreten in einem Bündnis nationalistischer Parteien, am Wiedereinzug in das Parlament, erhielt allerdings drei Direktmandate, und schloss sich deswegen 2002 dem Block Unsere Ukraine an. Über diesen war sie im ukrainischen Parlament vertreten. Der KUN war aktiv an den Demonstrationen des Euromaidan in den Jahren 2013 und 2014 beteiligt. Bei der Parlamentswahl in der Ukraine 2014 erhielt er 8976 Wählerstimmen, was 0,05 Prozent entspricht.